# Madrastra handlirschi
Madrastra handlirschi is een netvleugelig insect dat behoort tot de familie mierenleeuwen (Myrmeleontidae) en de onderfamilie Myrmeleontinae. 
Madrastra handlirschi is endemisch in de Filipijnen en komt nergens anders ter wereld voor.